# Philippe II de Courtenay-Namur
Pour les articles homonymes, voir Philippe de Courtenay.
Philippe II de Courtenay, dit à la lèvre, né en 1195, mort en 1226, est marquis de Namur de 1212 à 1226. Il est le fils aîné de Pierre II de Courtenay, empereur latin de Constantinople et de Yolande de Hainaut.
Son oncle maternel Philippe Ier le Noble meurt en 1212 en le désignant comme son héritier et il prend possession du marquisat de Namur. Comme son oncle il doit lutter contre les descendants d'Henri l'Aveugle qui n'ont pas renoncé à Namur. C'est Waléran III de Limbourg, marié à Ermesinde Ire de Luxembourg qui l'attaquent, et la paix n'est conclue qu'en mars 1222 à Dinant.
À la mort de son père en 1217, il refuse le trône impérial de Constantinople qui revient à son frère Robert. En 1226, il participe à la croisade des albigeois conduite par Louis VIII le Lion qui assiège Avignon. La ville est prise, mais le siège a duré si longtemps que des épidémies se sont déclarées dans l'armée assiégeante. Malade, Philippe meurt près de Saint-Flour, en Auvergne. N'étant pas marié, le marquisat de Namur revient à son frère Henri.

## Source
- Baron Émile de Borchgrave, « Philippe II de Namur », Académie royale de Belgique, Biographie nationale, vol. 17, Bruxelles, 1903 [détail des éditions], p. 319-320.